# Begonia tafiensis
Begonia tafiensis là một loài thực vật có hoa trong họ Thu hải đường. Loài này được Lillo mô tả khoa học đầu tiên năm 1919.